# Michel Arnaud
Pour les articles homonymes, voir Arnaud.
Michel Arnaud né le 27 novembre 1915 à Bourg-en-Bresse (Ain) et décédé le 1er août 1990 à Fréjus, est un résistant français, compagnon de la Libération.

## Biographie
Fiche biographique sur le site de l'Ordre de la Libération 
Le général Arnaud repose au cimetière Saint-Roch de Grenoble.

## Distinctions
Les distinctions reçues par Michel Arnaud sont :
| Décoration                                           | Ruban | Observation              |
| ---------------------------------------------------- | ----- | ------------------------ |
| Grand Officier de la Légion d'honneur                |       |                          |
| Compagnon de la Libération                           |       | Décret du 7 juillet 1945 |
| Croix de guerre 1939-1945                            |       | 3 citations              |
| Croix de guerre des Théâtres d'opérations extérieurs |       | 2 citations              |
| Croix de la Valeur militaire                         |       | 2 citations              |
| Médaille coloniale avec agrafe "Koufra"              |       |                          |
| Insigne des blessés militaires                       |       |                          |
| Médaille commémorative de la guerre 1939-1945        |       |                          |
| Officier du Nichan El Anouar                         |       |                          |
| Officier de l'Étoile noire (Bénin)                   |       |                          |